# Albert Grey (Politiker)
Carl Gustav Albert Grey (* 14. März 1853 in Stackelitz; † 5. April 1944 in Wülfershausen) war ein deutscher Gutsbesitzer und Politiker (BdL).

## Leben
Grey war der Sohn des Gutsbesitzers Wilhelm Albert Grey und dessen Ehefrau Friederike Emilie Louise geborene Kotze. Er war evangelisch-lutherischer Konfession und heiratete am 19. April 1887 in Bornstedt Anna Ernestine Ida Keßler (* 28. Oktober 1863 in Bornstedt; † 8. September 1910 in Wülfershausen), die Tochter des Freigutsbesitzers Bernhard Heinrich Keßler.
Grey lebte als Gutsbesitzer in Wülfershausen auf dem Oberritterhof. Dort war er 1912, 1916 auch Bürgermeister und Schiedsmann (1912, 1918). Er wurde mit 1916 der fürstlichen Ehrenmedaille in Silber mit Eichenbruch ausgezeichnet.
Vom 16. September 1912 bis zum 26. Januar 1919 war er Abgeordneter im Landtag des Fürstentums Schwarzburg-Sondershausen.